# Marco Cecílio Metelo
Marco Cecílio Metelo (em latim: Marcus Caecilius Metellus) foi um político da gente Cecília Metela da República Romana eleito cônsul em 115 a.C. com Marco Emílio Escauro. Era um dos quatro filhos de Quinto Cecílio Metelo Macedônico, cônsul em 143 a.C.. Seus irmãos eram Quinto Cecílio Metelo Baleárico, Lúcio Cecílio Metelo Diademado e Caio Cecílio Metelo Caprário, cônsules em 123, 117 e 113 a.C. respectivamente. Além disto, era primo de Lúcio Cecílio Metelo Dalmático, cônsul em 119 a.C., e de Quinto Cecílio Metelo Numídico, cônsul em 109 a.C..

## Carreira
Foi eleito como um dos triúnviros monetalis em 127 a.C., como pretor em 118 a.C. e, finalmente, como cônsul em 115 a.C.. Entre 114 e 111 a.C. foi procônsul da Córsega e Sardenha e seguiu para a a Sardenha para acabar com uma insurreição na ilha. Recebeu um triunfo por sua vitória, celebrado em quintilis (julho) de 111 a.C. no mesmo dia em que foi celebrado o triunfo do seu irmão Caio Cecílio Metelo Caprário por suas vitórias na Trácia.